# Garcillán
Garcillán es un municipio y localidad española de la provincia de Segovia, en la comunidad autónoma de Castilla y León. El término municipal tiene una población de 515 habitantes (INE 2024).

## Geografía
El municipio se encuentra en la parte suroriental de la comarca de la Campiña Segoviana y limita con los municipios de Anaya, Añe, Armuña, Los Huertos, Valverde del Majano y Martín Miguel. Por su término discurre el río Eresma.
| Noroeste: Añe           | Norte: enclave de Carbonero de Ahusín (Armuña) | Noreste: enclave de Carbonero de Ahusín (Armuña) |
| Oeste: Anaya            |                                                | Este: Los Huertos                                |
| Suroeste: Martín Miguel | Sur: Martín Miguel                             | Sureste: Valverde del Majano                     |

## Historia
A mediados del siglo XIX, la villa tenía contabilizada una población de 409 habitantes. Aparece descrita en el octavo volumen del Diccionario geográfico-estadístico-histórico de España y sus posesiones de Ultramar de Pascual Madoz de la siguiente manera:

GARCILLAN: v. con ayunt. en la prov., part. jud. y dióc. de Segovia (2 leg.), aud. terr. y c. g. de Madrid (16): sit. en una gran llanura; bien combatida por todos los vientos en particular el del N. y con clima sano: tiene de 90 á 100 casas hechas en lo general de tierra y de un solo piso, que forman 8 calles en su mayor parte empedradas, hay un palacio perteneciente al señor marqués de Castellanos, casa de ayunt., 2 pósitos, uno llamado Pio, porque fué fundado por unos labradores particulares, y el otro del pueblo ó nacional; el primero con 200 fan. de trigo, y el segundo con 500, escuela de instruccion primaria comun á ambos sexos; á la que concurren de 30 á 40 alumnos; en la mayor parte de las casas, pozos de buenas aguas de las cuales se utilizan los vecinos para sus usos; y una igl. parr. (la Exaltacion de la Sta. Cruz) servida por un párroco cuyo curato es de térm. y de provision real y ordinaria. En los afueras de la pobl. se encuentran 2 ermitas (Ntra. Sra. de la Piedad, y el Cristo del Humilladero) sostenidas por los fieles: el cementerio en parage que no ofende la salud pública; un estanque al S. de la pobl. que sirve de abrevadero de los ganados y lavar la ropa, y una fuente titulada la Recolba, de un solo caño, pero de bastante caudal de aguas, la cual es tan buena que puede competir con las mejores de las sierras. El térm. confina N. Carbonero de Ahusin y Añe; E. Valverde del Majano; S. Martin Miguel, y O. Anaya. Le atraviesa á la dist. de 1/4 leg. del pueblo el r. Eresma. El terreno es todo llano; cultivándose 1,700 obradas, que se destinan esclusivamente á la siembra de cereales. caminos, los que dirigen á los pusblos limítrofes y la carretera de Segovia á Madrid que pasa próxima al pueblo. prod.: escelente trigo, cebada, centeno, algarrobas y garbanzos; mantiene ganado lanar y vacuno, y cria algo de caza. ind. y comercio: la agrícola y esportacion de los frutos sobrantes. pobl.: 104 vec., 409 alm. cap. imp.: 146,161 rs. contr.: segun el cálculo general y oficial de la prov. 20'72 por 100. El presupuesto municipal asciende de 3 á 4,000 rs. y se cubre por reparto vecinal.
(Madoz, 1847, p. 310)

En 1973 se decretó no procedente la incorporación del municipio de Anaya al de Garcillán.

## Demografía
Cuenta con una población de 515 habitantes (INE 2024).
| Gráfica de evolución demográfica de Garcillán entre 1842 y 2021                                                       |
| |
| Población de derecho según los censos de población del INE. Población de hecho según los censos de población del INE. |

La evolución de la población ha sido muy dispar desde mediados del siglo XIX. 
La población ha ido en aumento progresivo hasta 1950, año en el que se produjo la mayor densidad demográfica. Esto se debe a una elevada natalidad con familias de ocho miembros de media. A partir de ese momento se inicia un descenso continuo de la natalidad. También se produce una emigración hacia otras comunidades autónomas en busca de empleo, Madrid y País Vasco principalmente y a Segovia a partir de los años sesenta. De esta forma en 1994 la población de Garcillán es prácticamente el 50% de la población que existía en 1950. 
En los últimos años la población se está manteniendo, incluso aumentando, debido a que la vivienda es más asequible para matrimonios jóvenes frente al alto coste de la vivienda en Segovia capital y a la llegada de algunos inmigrantes.

## Economía

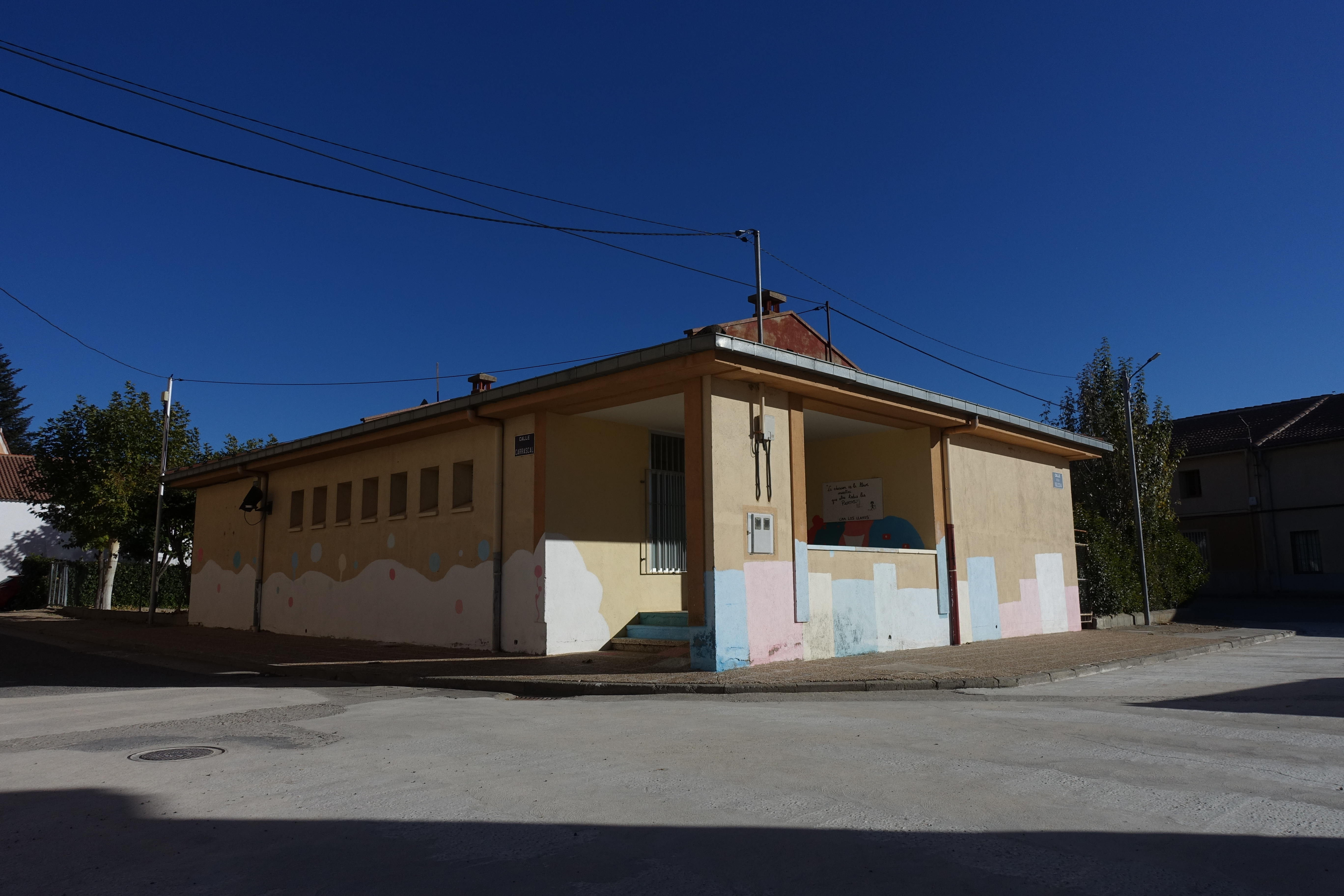
Colegio

El sector productivo que predomina es el primario, siendo el sector agrícola la principal actividad económica. También se practica la ganadería, aunque en menor grado que la agricultura. En porcentajes bastantes más inferiores se practican el comercio y la industria. Una parte importante de la población activa trabaja fuera de la localidad. 
La agricultura predominante es cebada y trigo en secano; remolacha, patatas y productos hortícolas (lechugas, tomates, etc.) en regadío. 
La Concentración Parcelaria comenzó aproximadamente entre los años 63-65, pero a pesar de ello los terrenos cultivados son en su gran mayoría menores a la hectárea y están dispersos, no formando latifundios. Son explotaciones particulares formadas por la unidad familiar. 
La ganadería es un sector que en la actualidad tiene cerca de un 5% de la población activa dedicada a ella. La actividad de este sector se centra en el ganado vacuno y ovino, aunque alguna familia tiene cerdos para el aprovechamiento familiar. 
El sector industrial en Garcillán es mínimo. Existen algunas empresas pequeñas de carácter familiar tales como carpintería, cerrajería, un almacén de patatas y un secadero de jamones. 
El comercio también es mínimo en Garcillán, con un autoservicio, una tienda, una carnicería y dos panaderías-bollerías. Estas panaderías exportan sus productos a la Capital y provincia, destacando el pan de Garcillán que tiene cierta fama en la zona.

## Administración y política
| Periodo   | Nombre                        | Partido   |
| --------- | ----------------------------- | --------- |

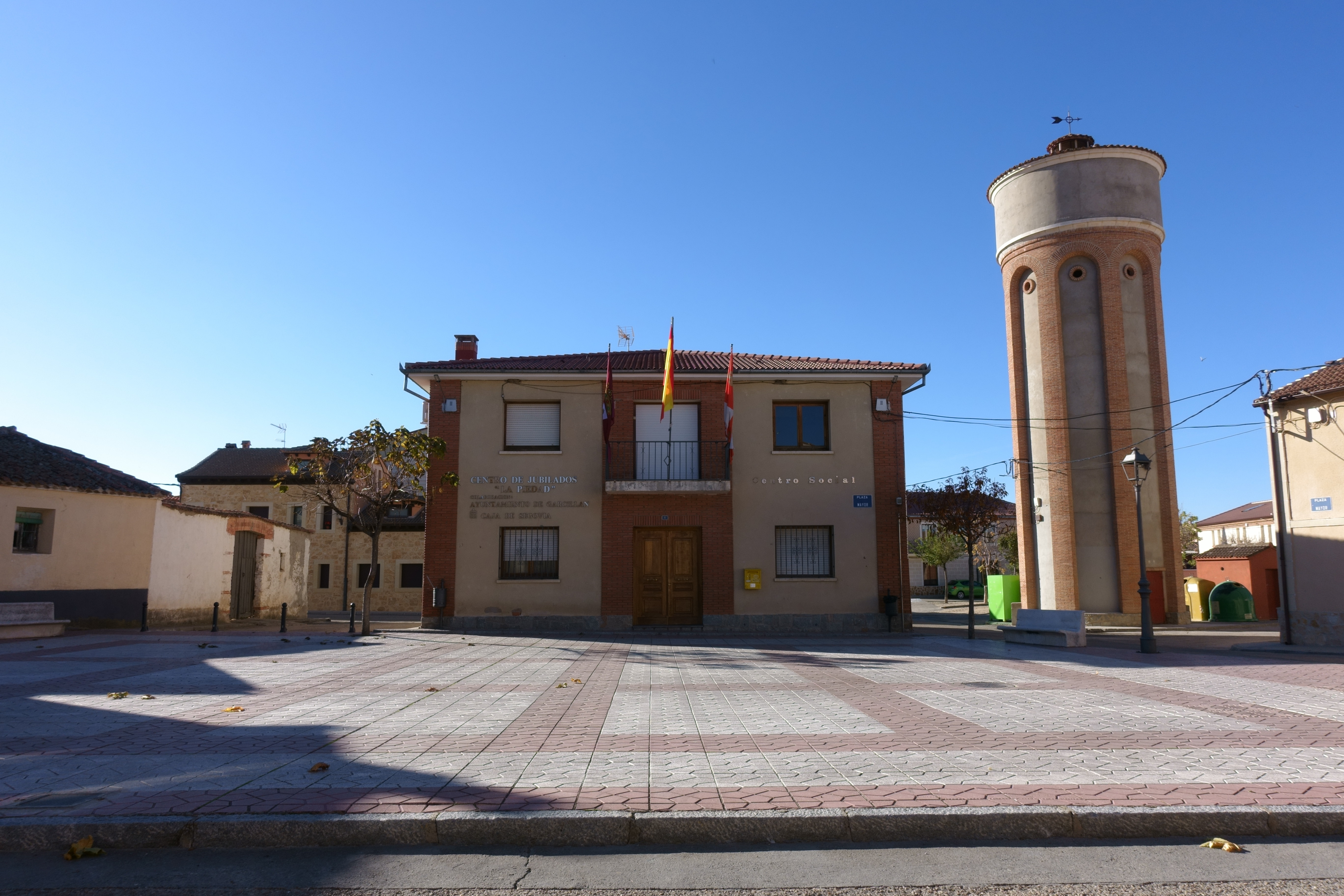
Casa consistorial y depósito de agua

| 1979-1983 | Salvador Concepción Pacheco   | UCD       |
| 1983-1987 | Andrés Vicente Martínez       | AP-PDP-UL |
| 1987-1991 | Felipe Escobar de Andrés      | PDP       |
| 1991-1995 | Andrés Vicente Martínez       | PP        |
| 1995-1999 | Antonio Bravo Llorente        | PP        |
| 1999-2003 | José Antonio Gómez Bravo      | PP        |
| 2003-2007 | María Piedad Casado Sevillano | PSOE      |
| 2007-2011 | María Piedad Casado Sevillano | PSOE      |
| 2011-2015 | Ascensión Arribas Herguedas   | PSOE      |
| 2015-2019 | Ascensión Arribas Herguedas   | PSOE      |
| 2019-2023 | Javier Gómez Escobar          | PP        |
| 2023-act. | Daniela Constanta Mirza       | PP        |

## Autobuses

Plano Metropolitano Segovia donde aparecen las líneas a su paso por Garcillán

Garcillán forma parte de la red de transporte Metropolitano de Segovia que va recorriendo los distintos pueblos de la provincia.
| Línea | Trayecto |
| ----- | --- |
| M1    | Garcillán - Segovia (por Pol. Ind. Nicomedes García, Casino La Unión, Valverde del Majano, Abades y Martín Miguel) |

## Fiestas
Exaltación de la Santa Cruz

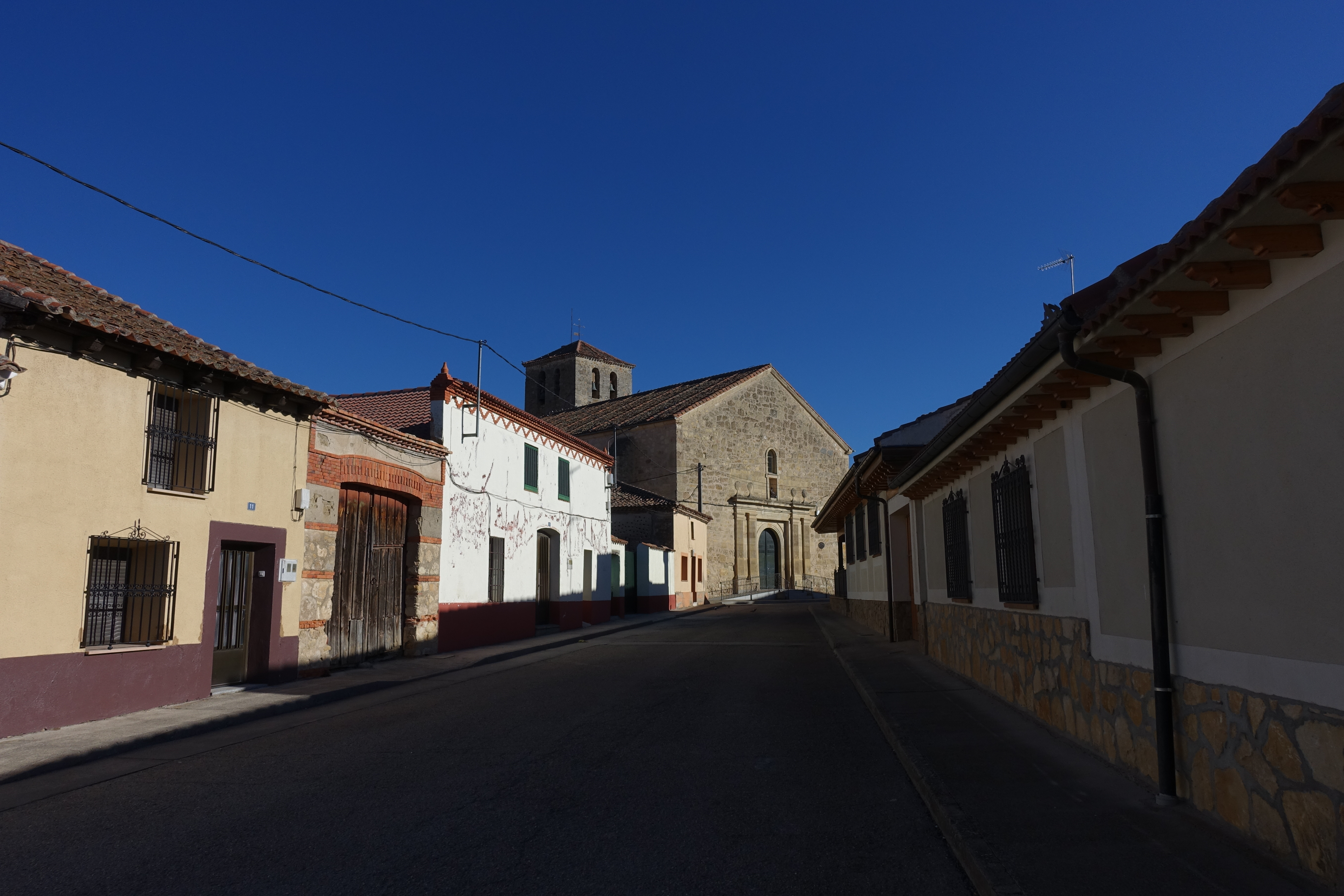
Calle de la Iglesia

Se celebra el 14 de septiembre, y las fiestas se celebran desde el día 13 hasta el día 15 del mes. El día 13 se realiza el repique de campanas anunciando el inicio de las fiestas y posteriormente la elección de la Reina y las Damas. El día 14 es el día de la fiesta grande. Se realiza una misa en honor a la Exaltación de la Santa Cruz en la iglesia parroquial de Garcillán, con procesión a través de las calles colindantes. El segundo día, como acto religioso se puede destacar la misa de los difuntos con procesión hasta el cementerio. 
Virgen de la Piedad

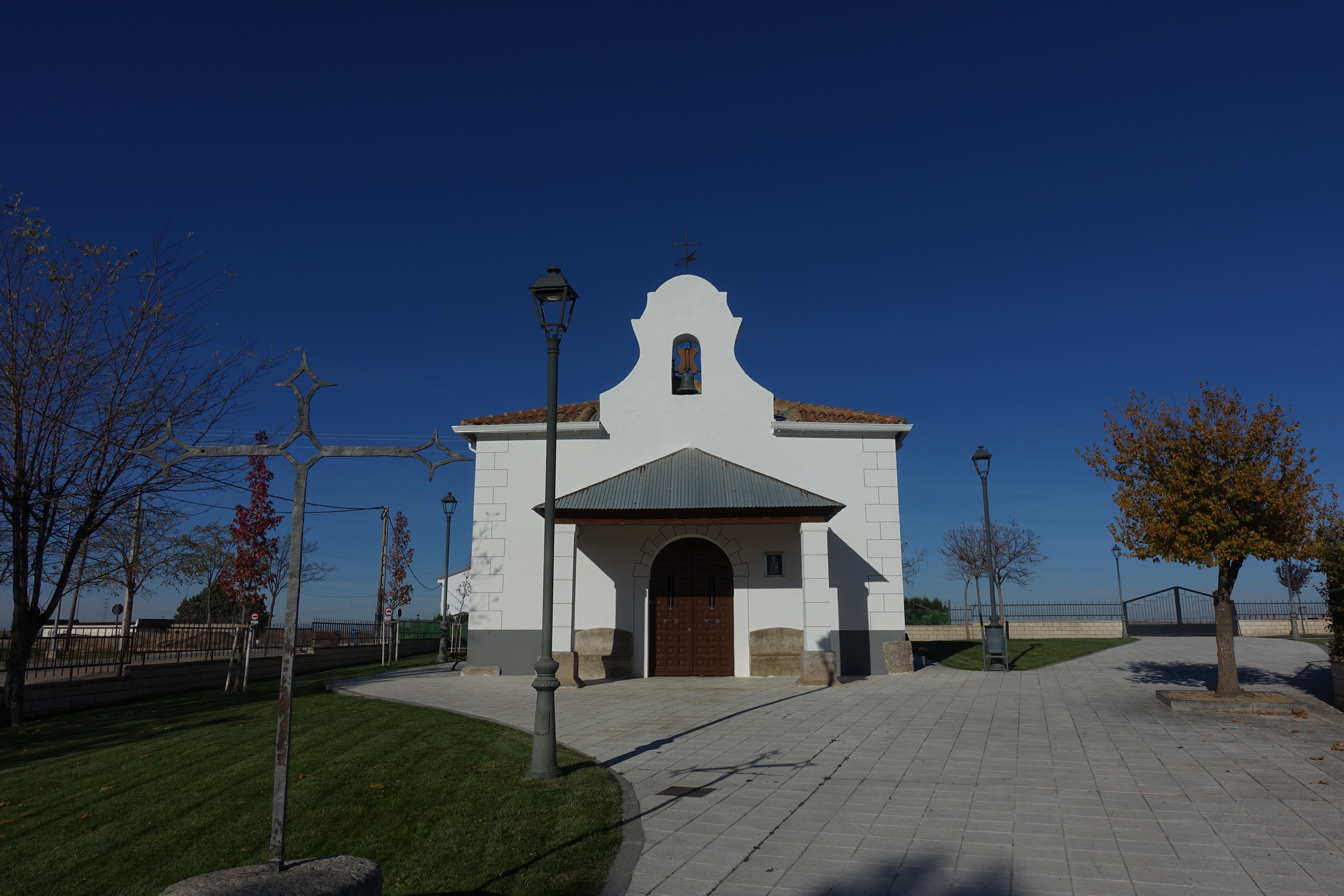
Ermita de la Piedad

La Piedad es una Virgen Dolorosa. Se debería celebrar el 15 de septiembre, aunque se traslada su celebración al domingo siguiente para que no coincida con la fiesta de la Exaltación de la Cruz. Con una duración de tres días, se le dedica un novenario antes de la fecha de celebración. El día de la fiesta grande, salen desde la plaza del pueblo, el Sacerdote, la comitiva del Excelentísimo Ayuntamiento acompañados por dulzaineros y tamborileros recorriendo las calles de Garcillán hasta llegar al Santuario de Nuestra Señora la Virgen de la Piedad. Por la tarde se celebra una Romería con gran aceptación entre los habitantes de la localidad y las localidades vecinas. En ella se saca a la Virgen ataviada con una corona de oro, en una carroza de madera arrastrada por costaleros. El recorrido se realiza alrededor de la ermita bailando delante de la Virgen durante todo el recorrido.  Al llegar a la puerta se subastan las andas y los cordones. Dentro se subasta quien pone la Virgen en el altar y después en el trono hasta el año siguiente. Al finalizar estos actos se canta el villancico típico en honor a la Patrona. El segundo día de la Piedad solo se celebra la misa de difuntos en la ermita.  En cuanto a la celebración pagana, el primer día se lee el pregón y se realiza el desfile de carrozas y peñas.  Durante todos los días se celebran diversas actividades donde cabe destacar los bailes celebran algunos tradicionales, como la calva. Las noches son amenizadas por bailes y verbenas. Se conocen tradiciones que se han perdido hace no muchos años, como la carrera de gallos. Esta consistía en colgar unos gallos o gallinas de las patas y los quintos corrían con los caballos a lo largo de la calle para intentar cogerlos por la cabeza. 
Otras fiestas

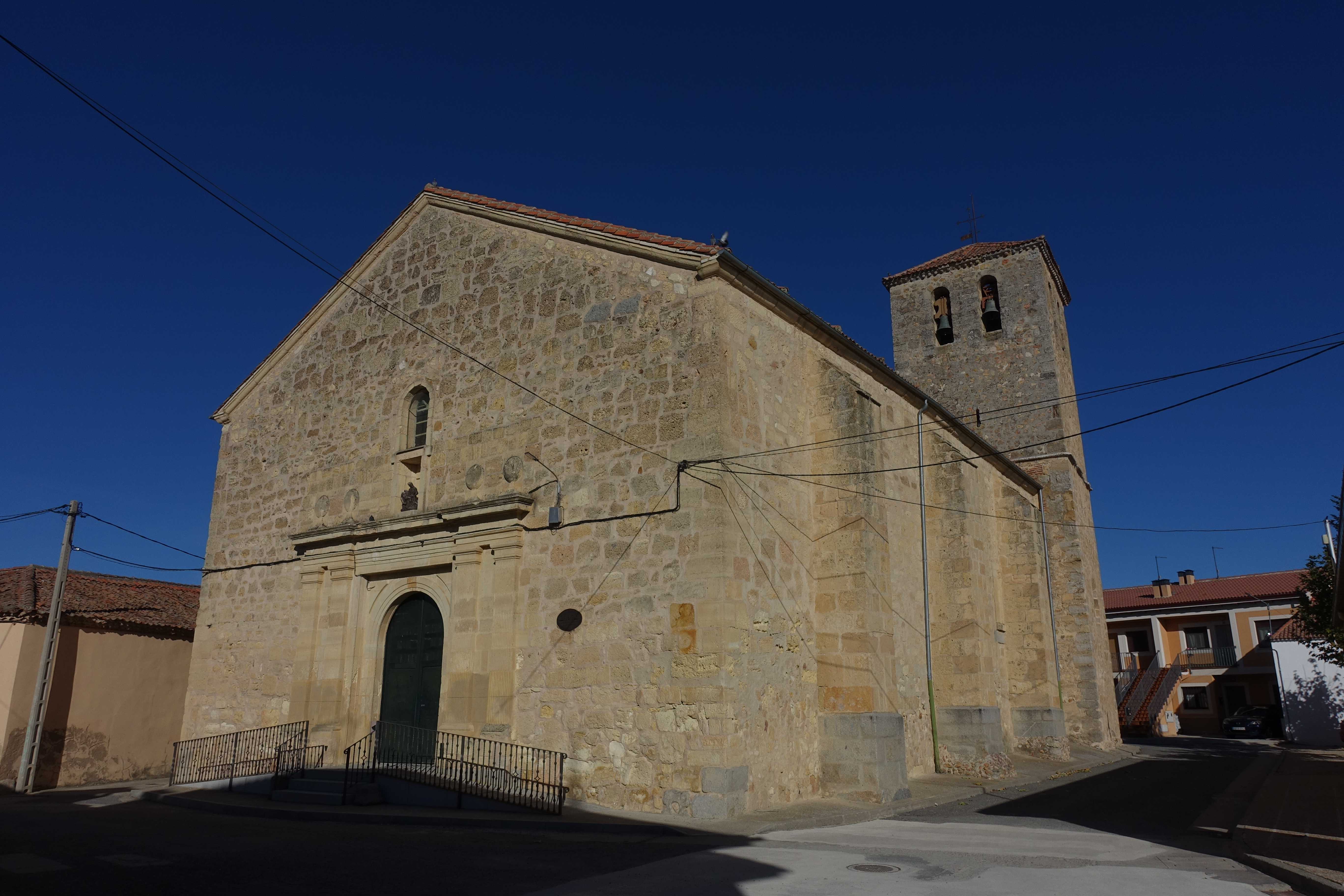
Iglesia de la Cruz

- San Antonio. Se celebra el 13 de junio con una misa y un refresco después de esta. Por la tarde se realiza una procesión por los alrededores de la iglesia parroquial.
- San Isidro. Celebrada el 15 de mayo desde hace menos de 50 años. Se celebra por ser el patrón de los agricultores, actividad principal de la villa de Garcillán. Esta festividad se celebra con una misa con procesión a los campos bendiciéndoles. También se bendicen los vehículos nuevos del año.
- Fiesta de la espiga. Cada 100 años, se celebra la fiesta denominada "La Espiga", que consiste en velar durante toda la noche en la Iglesia. Al amanecer se recorre el pueblo, que estará adornado con altares, hasta llegar a la ermita donde se celebrará una misa.